# Antoine Olivier Pilon

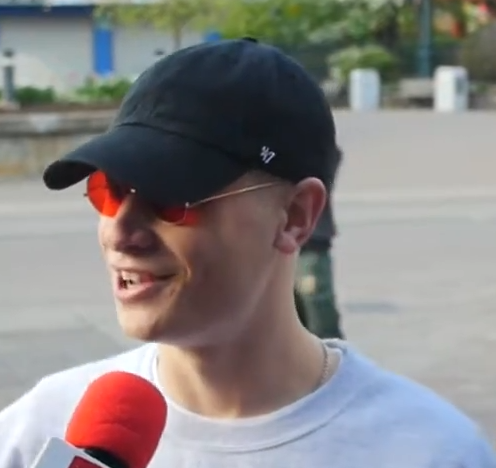
Antoine Olivier Pilon, 2018

Antoine Olivier Pilon (* 23. Juni 1997 in Montreal) ist ein frankokanadischer Schauspieler.

## Leben
Pilon wurde 1997 in Montreal geboren. Als er vier Jahre alt war, zog die Familie nach Port-Daniel–Gascons in der kanadischen Provinz Québec, wo er die École Le Phare besuchte. Im Alter von zehn Jahren kehrte er mit der Familie nach Montreal zurück. 2009 erhielt er seine erste Rolle in einem Werbefilm des frankokanadischen Sportkanals Réseau des sports. 2010 übernahm er die Rolle des Frisson in dem Drama Frisson des collines. 2012 bis 2013 war er in den Jugendserien Les Argonautes und Tactik im Fernsehen zu sehen. 2014 spielte in dem Melodram Mommy von Xavier Dolan die Hauptrolle des von ADHS betroffenen Jungen Steve O’Connor Després. Mit Dolan hatte er zuvor schon in dem Musikvideo zu dem Lied College Boy der französischen Independent-Band Indochine zusammengearbeitet (2013). Für seine Rolle in Mommy wurde Pilon von dem Filmportal IndieWire als einer der besten Schauspieler unter 20 Jahren benannt.
2016 übernahm Pilon die Hauptrolle des Schülers Tim in 01:54, einem Film über Homophobie und Mobbing an einer kanadischen Schule. 2020 spielte er den ehemaligen Junkie Daniel Léger in dem Thriller Most Wanted von Daniel Roby.
Der Film basiert auf der wahren Geschichte von Alain Olivier, einem kanadischen Drogenabhängigen aus Québec, der in den 1980er Jahren Opfer einer Undercover-Operation des Canadian Security Intelligence Service wurde, infolge derer er acht Jahre im berüchtigten Gefängnis Bang Kwang in Thailand verbrachte.

## Filmografie

### Kino
- 2010: Frisson des collines (Regie: Richard Roy)
- 2012: Die Pee-Wees – Rivalen auf dem Eis (Les Pee-Wee 3D: L'hiver qui a changé ma vie) (Regie: Éric Tessier)
- 2012: Laurence Anyways (Regie: Xavier Dolan)
- 2014: Mommy (Regie: Xavier Dolan)
- 2016: 1:54 (Regie: Yan England)
- 2017: Junior Majeur (Regie: Éric Tessier)
- 2019: Avant qu'on explose
- 2020: Most Wanted (Target Number One) (Regie: Daniel Roby)
- 2021: Sam
- 2024: French Girl – Ein Tisch für Drei (French Girl)

### Fernsehen
- 2012–2013: Les Argonautes, als William (Fernsehserie)
- 2012–2013: Tactik, als Jeremy Miville (Fernsehserie, Regie: Stephan Joly, Claude Blanchard)
- 2012–2013: Mémoires vives als Clovis Landrie (Regie: Brigitte Couture)
- 2014: Subito texto, als Vincent Beaucage

### Musikvideo
- 2013: College Boy (Lied der französischen Band Indochine) (Regie: Xavier Dolan)
- 2019: Virtuous Circle (Lied von Jordan Klassen) (Regie: Farhad Ghaderi)

## Auszeichnungen
- Young Artist Awards 2012, als bester Darsteller in einem internationalen Spielfilm (Frisson des collines)
- Young Artist Awards 2013, als bester Darsteller in einem internationalen Spielfilm (Les Pee-Wee 3D)
- Festival International du Film Francophone de Namur, als bester Schauspieler (Mommy)
- Vancouver Film Critics Circle Awards, als bester Schauspieler (Mommy)
- Canadian Screen Award, 2015, als bester Hauptdarsteller (Mommy)